# Avenida Andrews (Metro de Filadelfia)
Avenida Andrews es una estación en la Ruta 102 de la línea Verde del Metro de Filadelfia. La estación se encuentra localizada en Avenida Woodlawn & Avenida Andrews en Collingdale, Pensilvania.  La Autoridad de Transporte del Sureste de Pensilvania (por sus siglas en inglés SEPTA) es la encargada por el mantenimiento y administración de la estación.

## Descripción y servicios
La estación Avenida Andrews cuenta con 2 plataformas laterales y 1 vía.  

## Conexiones
La estación es abastecida por las siguientes conexiones: 
- Rutas de autobuses: ninguna